# The Cruise of the Make-Believes
Pour plus de détails, voir Fiche technique et Distribution.
The Cruise of the Make-Believes est un film muet de George Melford, sorti en 1918.

## Synopsis
Bessie Meggison vit dans un taudis à New York avec un père fainéant, mais fait des voyages imaginaires vers la "Dream Valley" sur un "yacht" qu'elle a construit dans l'arrière-cour. Gilbert Byfield, qui se fait passer pour un pauvre pour écrire un livre, tombe amoureux de Bessie et s'arrange secrètement pour qu'elle puisse passer un mois dans le domaine de sa famille à la campagne. Bessie, transportée de joie par cette nouvelle maison, croit que son père a finalement fait fortune, mais elle retourne dans son immeuble quand Enic Crane, jalouse, lui apprend que cette nouvelle richesse est une imposture. Gilbert lui rend visite et parvient finalement à gagner son cœur.

## Fiche technique
- Titre original : The Cruise of the Make-Believes
- Réalisation : George Melford
- Scénario : Edith Kennedy, d'après  le roman éponyme de Tom Gallon
- Direction artistique : Wilfred Buckland
- Photographie : Paul Perry
- Production : Jesse L. Lasky
- Société de production : Famous Players-Lasky Corporation
- Société de distribution : Famous Players-Lasky Corp.; Paramount Pictures
- Pays de production :  États-Unis
- Langue : anglais
- Format : Noir et blanc - 35 mm - 1,37:1 -  Muet
- Genre : drame
- Durée : 5 bobines
- Date de sortie :
  - États-Unis : 8 septembre 1918

## Distribution
- Lila Lee : Bessie Meggison
- Harrison Ford : Gilbert Byfield
- Raymond Hatton : Daniel Meggison
- William Brunton : Aubrey Meggison
- Parks Jones : Jordan Tant
- Spottiswoode Aitken : Simon Quarle
- Bud Duncan : Oncle Ed
- Eunice Moore : Tante Julia
- Mayme Kelso : Mme Ewart Crane
- Nina Byron : Enid Crane
- William McLaughlin : Propriétaire du Saloon
- Jane Wolfe :  Logeuse de Byfield
- John McKinnon : Maître d'hôtel